# Constitució de Croàcia
La Constitució de la República de Croàcia (croat: Ustav Republike Hrvatske) és promulgada pel Parlament croat.

## Història
Mentre formava part de la Iugoslàvia socialista, la República Socialista de Croàcia tenia la seva pròpia Constitució sota la Constitució de Iugoslàvia.
Després de les primeres eleccions parlamentàries pluripartidistes celebrades l'abril de 1990, el Parlament va introduir diversos canvis constitucionals. El 22 de desembre de 1990, van rebutjar el sistema comunista de partit únic i van adoptar una Constitució liberal-democràtica de Croàcia, ja com a República de Croàcia. El document de vegades es coneix com la Constitució de Nadal (Božićni ustav).

La Constitució de 1990 va utilitzar el model semipresidencial de la Cinquena República francesa, amb amplis poders executius presidencials compartits amb el Govern.
La Constitució es va modificar a principis de 1998. L'any 2000, i de nou l'any 2001, el Parlament croat va modificar la Constitució canviant el parlament bicameral de nou en un parlament unicameral històric i reduint els poders presidencials.
La darrera modificació de la Constitució va ser el 2013. Aquesta esmena constitucional va definir el matrimoni a Croàcia com una unió entre un home i una dona. Està en vigor des de l'1 de gener de 2014.